# شمارش معکوس

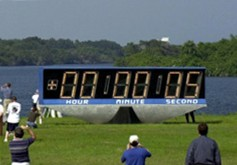
شمارش معکوس

شمارش معکوس شیوه‌ای از شمارش است که در آن اعداد از آخر به اول شمرده می‌شوند. البته در این روش باید یک عدد را به عنوان شروع شمارش انتخاب کرد.

## کاربرد
از شمارش معکوس بیشتر برای انتظار برای زمانی مشخص استفاده می‌شود. معمولاً این زمان مشخص دارای اهمیت زیادی است. به‌طور مثال می‌توان به شمارش معکوس روزهای مانده به سال ۲۰۲۱ بر روی برج ایفل اشاره کرد.

### ورزش
شمارش معکوس در ورزش برای نشان دادن زمان شروع رقابت‌ها کاربرد دارد. در ورزش معمولاً شمارش معکوس از عدد ۳ شروع می‌شود و بعد از گفتن عدد ۱ معمولاً کلمه‌ای امری چون «حرکت!» گفته می‌شود.